# اولین نمایشگاه بین‌المللی هنرهای تزئینی مدرن

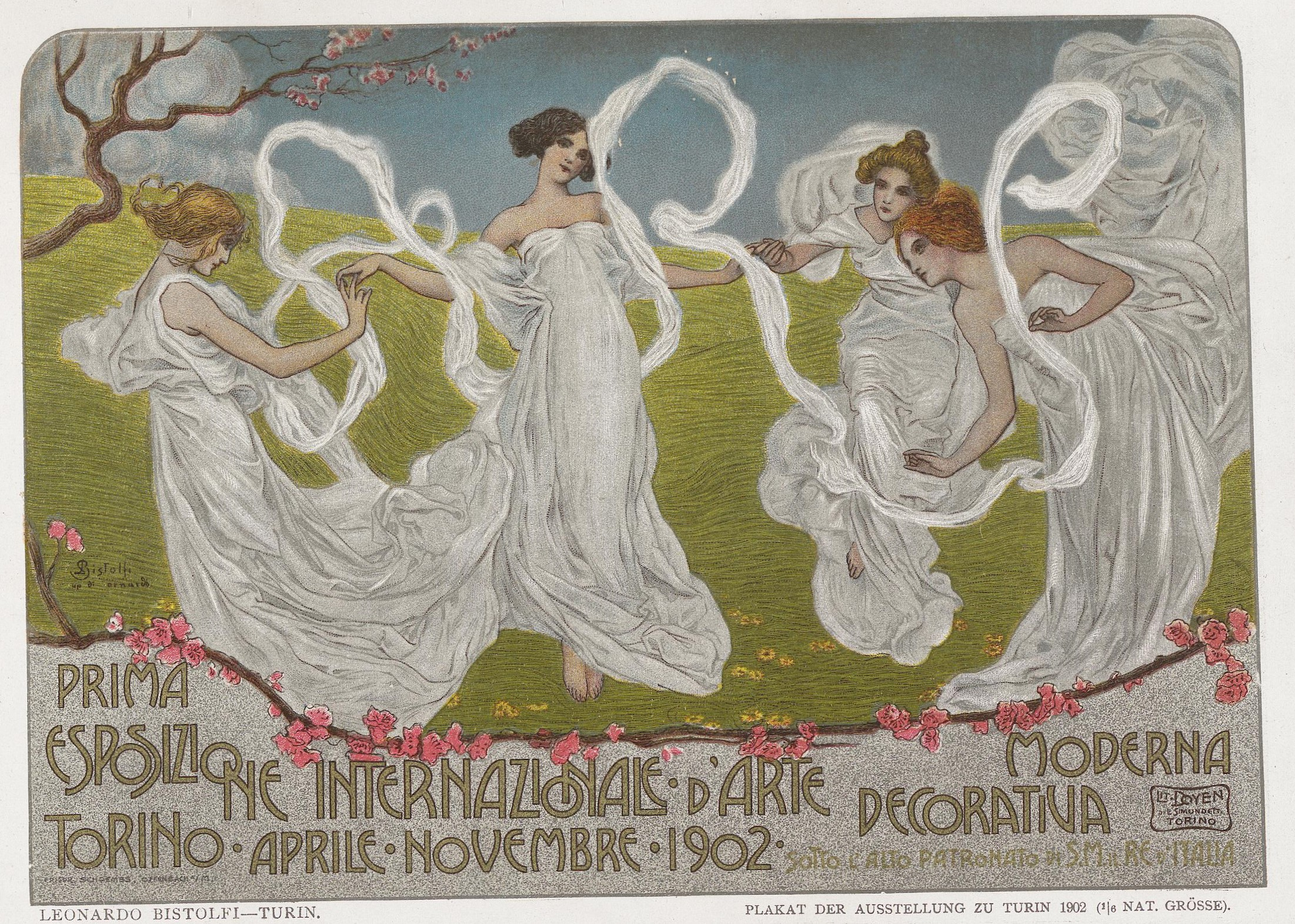
پوستر نمایشگاه بین‌المللی هنرهای تزئینی مدرن

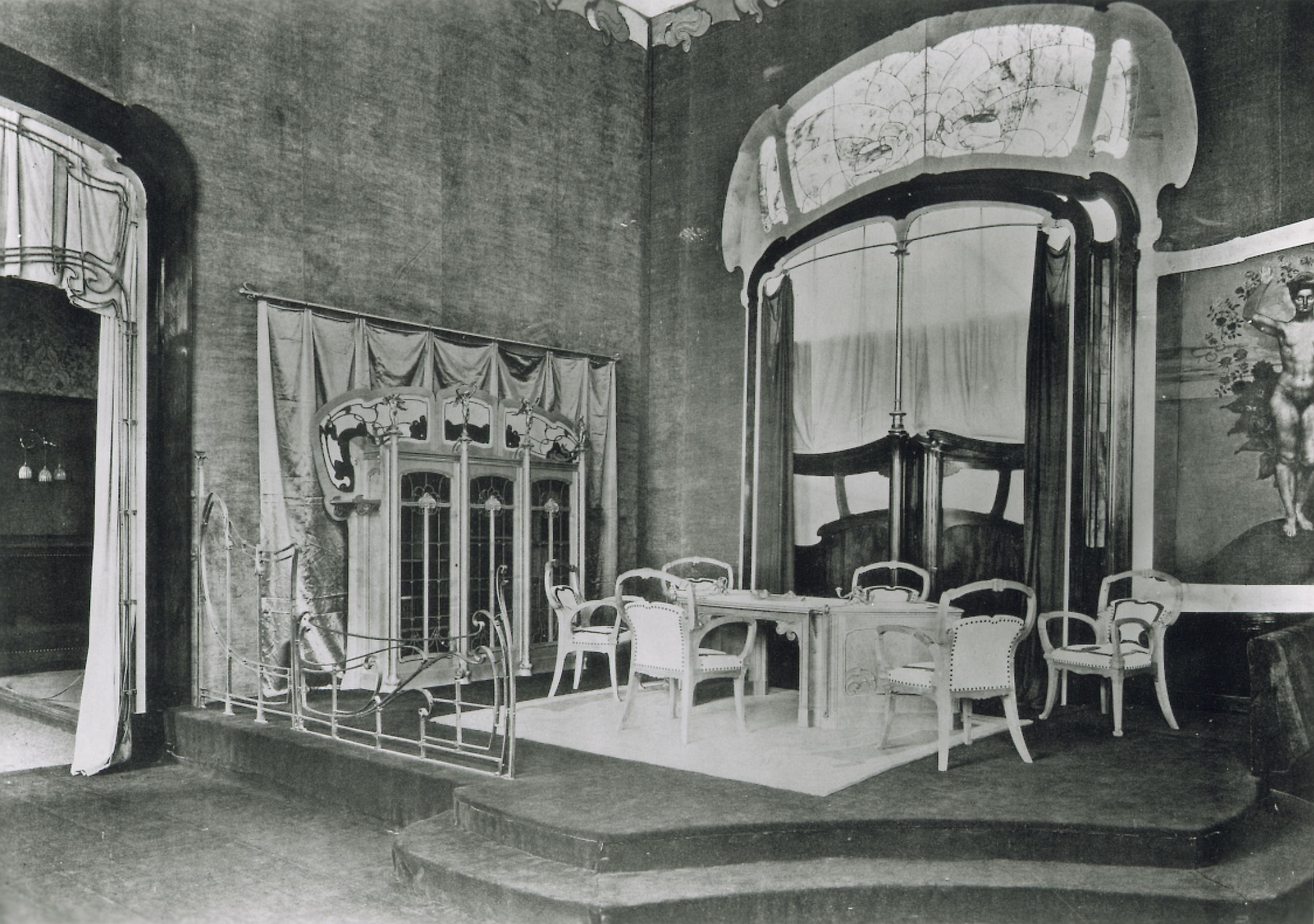
مبلمان برای نمایشگاه هنرهای تزئینی «اولین نمایشگاه بین المللی هنرهای تزئینی مدرن» اثر: ویکتور هورتا

اولین نمایشگاه بین‌المللی هنرهای تزئینی مدرن (به ایتالیایی: Prima Esposizione Internazionale d'Arte Decorativa Moderna)، (به انگلیسی: First International Exposition of Modern Decorative Arts)، در تورین، ایتالیا در سال ۱۹۰۲ میلادی برگزار شد (گشایش ۱۰ مه)، یک نمایشگاه جهانی هنر بود که در گسترش محبوبیت طراحی آر نُوو، به ویژه در ایتالیا مهم بود. هدف آن به صراحت مدرن بود: «فقط محصولات اصیل که تمایل قاطع به تجدید زیبایی فرم را نشان می‌دهند پذیرفته خواهند شد. تقلید صرف از سبک‌های گذشته و محصولات صنعتی که الهام گرفته از حس هنری نباشند پذیرفته نمی‌شوند.»
معمار اصلی رایموندو دآرونکو بود که غرفه‌های خود را از غرفه‌های یوزف ماریا البریش در دارمشتات الگوبرداری کرد.
فضاهای داخلی متعددی به نمایش گذاشته شد، از جمله «اتاق تحریر یک خانم» طراحی شده توسط فرانسیس مک‌دونالد و هربرت مک‌نیر از مکتب گلاسگو.